# Campus Bahía de Algeciras

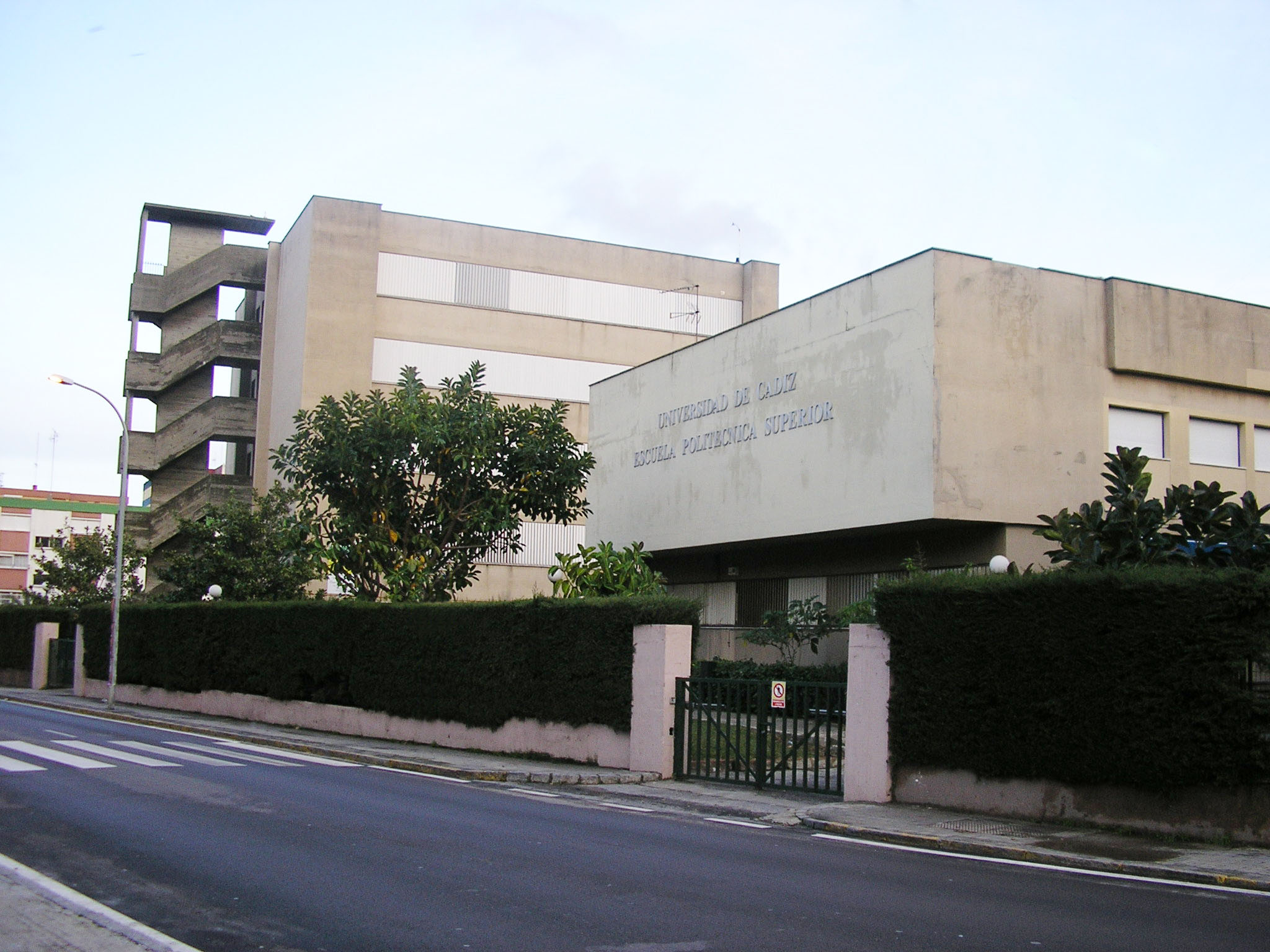
Escuela politécnica de Algeciras

El Campus Bahía de Algeciras es uno de los cuatro campus en los que se distribuye la Universidad de Cádiz. Está situado en Algeciras y La Línea de la Concepción, provincia de Cádiz, España.

## Estructura
La oferta universitaria del Campo de Gibraltar se organiza en el Campus Bahía de Algeciras con centros propios de la Universidad de Cádiz y centros adscritos creados por la Fundación Municipal Universitaria de Algeciras. En este organismo autónomo de carácter administrativo se integran el Ayuntamiento de la Ciudad y la Mancomunidad de Municipios del Campo de Gibraltar, entre otras instituciones, para fomentar la implantación de estudios universitarios en la comarca. La Fundación tiene su sede en el edificio del antiguo Hospital Militar de Algeciras. Su patronato está formado por un Presidente (el alcalde de la ciudad) y un Vicepresidente (el concejal Delegado de Estudios Universitarios), así como por representantes municipales, de alumnos, profesores, sindicatos y empresas de la comarca), y Consejo de Gerencia.

## Docencia
Entre las centros propios de la U.C.A. destaca la "Facultad de Enfermería" de Algeciras y, sobre todo, la Escuela Politécnica Superior de la misma ciudad, núcleo central del Campus, que ofrece titulaciones en Ingeniería, destacando la Ingeniería Técnica Industrial y la Ingeniería de Obras Públicas  que pasa a la titulación actual: Ingeniería civil. También directamente dependiente de la U.C.A. existe en Algeciras una Facultad de Enfermería.

## Adscritos
Son centros adscritos a la Universidad de Cádiz, dependientes de la Fundación Municipal Universitaria, y situados en Algeciras el Centro Universitario de Estudios Superiores (C.U.E.S.A.) de Algeciras en el que se imparte la Licenciatura en Derecho con un plan de estudios conducido hacia la especialización en Derecho y Empresa, Derecho Marítimo y Portuario y Derecho Penitenciario, la Escuela Universitaria de Estudios Jurídicos y Económicos Francisco Tomás y Valiente (E.U.E.J.E.), y en el que se imparten las Diplomaturas de Ciencias Empresariales, Relaciones Laborales y Gestión y Administración Pública con la posibilidad de continuar la Licenciatura en Dirección y Administración de Empresas, como segundo ciclo en la Escuela Politécnica, y la Escuela Universitaria de Turismo y Trabajo Social situado en la Avenida Blas Infante, y en el que se imparten las Diplomaturas de Turismo y Trabajo Social.
Situada en la ciudad de La Línea de la Concepción se encuentra la Escuela Universitaria de Magisterio "Virgen de Europa".